# تپه سنبل‌آباد
تپه سنبل آباد مربوط به دوره سلجوقیان است و در شهرستان ابهر، بخش سلطانیه، دهستان سلطانیه، روستای سنبل آباد، ۷۴۲۰ متری جنوب شرق سه راه سلطانیه واقع شده و این اثر در تاریخ ۲۶ دی ۱۳۸۶ با شمارهٔ ثبت ۲۰۵۰۵ به‌عنوان یکی از آثار ملی ایران به ثبت رسیده است.